# Чикалівка
Чика́лівка — село в Україні, у Кам'янопотоківській сільській громаді Кременчуцького району Полтавської області. Населення становить 217 осіб. Орган місцевого самоврядування — Кам'янопотоківська сільська рада.

## Географія
Село Чикалівка знаходиться на правому березі річки Дніпро, вище за течією на відстані 2 км розташоване село Кам'яні Потоки, нижче за течією на відстані 4 км розташоване село Успенка, на протилежному березі — місто Горішні Плавні.

## Історія
Поблизу села поселення бронзової доби розкопане Іриної Шарафутдіновою у 1964 році.

## Населення

### Мова
Розподіл населення за рідною мовою за даними перепису 2001 року:
| Мова       | Кількість | Відсоток |
| ---------- | --------- | -------- |
| українська | 210       | 96.77%   |
| російська  | 7         | 3.23%    |
| Усього     | 217       | 100%     |

## Відомі люди
- Новохатько Михайло Степанович (1907—1944) — Герой Радянського Союзу, полковник.